# Chrysocycnis
Chrysocycnis é um género botânico pertencente à família das orquídeas (Orchidaceae).

## Lista de espécies
| - Chrysocycnis ecuadorense - Chrysocycnis lehmanii - Chrysocycnis schlimii - Chrysocycnis tigrinum |